# Markaz Balata
El Markaz Shabab Balata (Centro Juvenil de Balata, en árabe: مركز شباب بلاطة‎) es un equipo de fútbol palestino fundado en 1954 y ubicado en el campamento de refugiados de Balata, en Nablus. Juega actualmente en la Liga Premier de Cisjordania, una de los dos ligas oficiales de Palestina. Ascendió a esta división en 2010, y se ha declarado campeón de liga en la temporada 2019-2020.

## Títulos
- Liga Premier de Cisjordania (1): 2021
- Subcampeón de la Copa de Palestina (2011)